# 兑姓
兑姓，读duì，一個中國姓氏，人數較少，一说“队姓”，一说本姓“銳姓”。

## 來源
传商朝西伯侯姬昌（后周文王）造八卦，其中“兑”卦指西方，亦指泽。西周中央军称为“王兑”，表所在西方，有将士以军队称号为姓氏，则产生兑姓、兖氏
一说西周宋国君主微子后代，微子为造戈巧匠。“兑之戈、和之弓、垂之竹矢，在东房。”一说最初为銳姓，后去金字旁，改为兑姓。
一说源自明朝满族乌扎喇氏，嫩兑后裔有称“兑姓'”。
一说源自清朝满族觉尔察氏，敦兑后裔有称“兑姓'”。